# Domingo Palermo
Domingo Palermo Cabrejos (Trujillo, 10 de junio de 1945) es un ingeniero civil y empresario peruano.

## Biografía
Realizó sus estudios escolares en el Colegio Salesiano y en el Colegio Militar Leoncio Prado de la ciudad de Lima.
Ingresó a la Universidad Nacional de Ingeniería, en la cual estudió Ingeniería Civil.
Fue uno de los fundadores de Andina de Radiodifusión (ATV).
Fue director de la Cámara Peruana de la Construcción (CAPECO).
En las elecciones municipales de Lima de 1995 fue elegido como Regidor por el partido Cambio 90 - Nueva Mayoría. Ejerció como tal de enero a abril de 1996.
Hacia los años 2000, se encargó de operar el canal Austral Televisión.

### Ministro de Educación
En abril de 1996 fue nombrado Ministro de Educación por el presidente Alberto Fujimori.
Durante la Toma de la residencia del embajador de Japón en Lima fue designado como interlocutor del gobierno ante los terroristas del Movimiento Revolucionario Túpac Amaru (MRTA).
Se desempeñó como ministro hasta el 6 de enero de 1999.